# Семенченко Ростислав Олександрович
Ростисла́в Олекс́андрович Семе́нченко (нар. 1 вересня 2003, м. Біляївка, Одеська область Україна) — український футзаліст, універсал збірної України та київського клубу «Аврора». Бронзовий призер Кубку світу 2024 року. Заслужений майстер спорту України з футзалу.

## Біографія

### Освіта
Вступив до Київського університету імені Драгоманова на факультет фізичного виховання.

### Кар'єра
З дитинства захоплювався футболом. У 7 років став вихованцем біляївської ДЮСШ. Згодом почав тренувався у ДЮСШ Чорноморська й виступати за команду «Іллічівець», що представляла цю школу. У складі «Іллічівця» виграв чимало юнацьких трофеїв і регулярно визнавася найкращим гравцем змагань. Вихованець тренерів Олексндра Каплуна та Віктора Щура.
Після двох поспіль успішних сезонів в юнацькій екстра-лізі, де він ставав найкращим бомбардиром турніру, у статусі одного з найперспективніших молодих футзалістів України отримав запрошення від житомирського «ІнБева», що виступав в Екстра-лізі. 3 жовтня 2020 року (у віці 17 років) Ростислав дебютував за «ІнБев» у матчі проти «Кардиналу-Рівне» і забив гол практично одразу після появи на майданчику. Загалом провів у дебютному сезоні 15 матчів в Екстра-лізі і відзначився п'ятьма влучними ударами.
Перед стартом сезону 2021/22, після зникнення «ІнБева», приєднався до першолігового «SkyUp Futsal» з Києва. У чотирьох матчах чемпіонату за нову команду відзначився сімома забитими м'ячами.
У січні 2022 року залишив «SkyUp Futsal» і перейшов до складу іншого київського клубу «Аврора CLUST», що виступав у київській зоні другої ліги. У сезоні 2022/23 київська команда заявилася до Екстра-ліги і вже в дебютній для себе грі проти «Черкасиобленерго», яка відбулася 24 вересня 2022 року, на 9-й хвилині відзначився першим голом в історії «Аврори» в рамках елітного футзального дивізіону України. Загалом за два сезони в Екстра-лізі провів за київську команду 45 матчів, у яких відзначився 26 разів.  

## Збірна

### Юнацька збірна (U-19)
Він брав участь у перших двох матчах у кваліфікації до юнацького чемпіонату Європи, отримавши ушкодження в першому із них з Андоррою. 2022 року в складі команди він відправився на фінальний турнір, де провів усі 4 поєдинки і забив 2 м'ячі на груповому етапі у ворота хорватів та румунів. Українці дійшли до півфіналу, де програли 1:4 команді Португалії.

### Національна збірна
У складі національної збірної України дебютував у відбірній грі до ЧС-2024 проти Косово 9 листопада 2022 року (5:2). Перший м'яч за збірну забив також у відборі до ЧС-2024 20 грудня 2023 року у ворота збірної Польщі (5:3). Першим великим турніром для Ростислава став Чемпіонат світу 2024. На ньому він зіграв у всіх 7 матчах, забивши один м'яч у чвертьфінальній грі проти Венесуели, а також віддав на турнірі 3 гольові передачі і став автором автоголу у півфіналі проти Бразилії. У підсумку, здолавши у матчі за третє місце світової першості французів, українці завоювали бронзові нагороди, а Семенченко був визнаний найкращим гравцем цього матчу, а також отримав Бронзовий м'яч, як кращий молодий гравець турніру. Крім того, Ростилав завдав найбільшу кількість ударів по воротах суперників у складі «синьо-жовтих».

## Титули та досягнення
«Іллічівець» 
- Чемпіон України (U-15): 2019[16]
- Чемпіон України (U-13): 2016[17]
- Срібний призер чемпіонату України (U-15): 2018[18]
- Бронзовий призер Кубку України (U-17): 2019[19]
- Володар Кубку України (U-15): 2016[20], 2019[21]
- Переможець Кубку конфедерацій U-15: 2017[22]

### Збірна України
- Кубок світу
  -  Бронзовий призер (1): 2024

### Збірна України  (U-19)
- Бронзовий призер турніру Futsal Week: 2021[23]

### Особисті
- Найкращий молодий футзаліст світу 2024 року за версією версією премії 2024 Jako Futsal Awards[24]
- Володар «Бронзового м'яча» Кубку світу (1): 2024
- Найкращий молодий гравець Екстра-ліги (2): 2022/23[25], 2023/24[26]
- Найкращий гравець України до 17 років за версією футзального порталу «5х5»: 2019[27]
- Найкращий гравець чемпіонату України (U-15): 2019
- Найкращий гравець Кубку України (U-17): 2019
- Найкращий гравець чемпіонату України (U-15): 2016[28], 2018
- Найкращий гравець чемпіонату України (U-13): 2016
- Найкращий гравець Кубку України (U-15): 2016
- Найкращий бомбардир Юнацької екстра-ліги (2): 2018/19 (18 м'ячів)[29], 2019/20 (39 м'ячів)[30]
- Символічна збірна Юнацької екстра-ліги: 2018/19